# Оропос (дим)
Оропо́с (греч. Δήμος Ωρωπού) — община (дим) в Греции. Входит  в периферийную единицу Восточную Аттику. Население общины — 33 769 человек по переписи 2011 года. Площадь — 338,183 квадратных километра. Плотность — 99,85 человек на квадратный километр. Административный центр — Оропос. Димархом на местных выборах 2014 года выбран Томас Русис (Θωμάς Ρούσσης).
В 2011 году по программе «Калликратис» к общине Оропос (созданной в 2002 году) присоединена упразднённая община Авлон, а также сообщества Афидне, Каламос, Капандритион, Малакаса, Маркопулон, Полидендрион и Сикаминон.
Община (дим) Оропос делится на 9 общинных единиц.